# 1574
Năm 1574 (số La Mã: MDLXXIV) là một năm thường bắt đầu vào thứ Sáu  trong lịch Julius.